# Grabspruch
Grabsprüche sind Verse, Zitate oder sonstige Sprüche auf Grabmälern, die sich auf den Verstorbenen oder auf sein Leben beziehen. Sie können religiösen oder besinnlichen Inhalts sein, bisweilen aber auch humorvoll oder sarkastisch.
Der Brauch von Grabsprüchen entstand bereits im alten Ägypten und erreichte im römischen Reich weite Verbreitung. In Europa findet er sich seit dem Mittelalter auf zahlreichen Grabplatten und im 19. und frühen 20. Jahrhundert auch auf einfachen Grabsteinen. In den letzten Jahrzehnten ist der Brauch seltener geworden.
Im Folgenden wird eine Auswahl beliebter Grabsprüche gegeben, beginnend mit Zitaten bekannter Persönlichkeiten. 

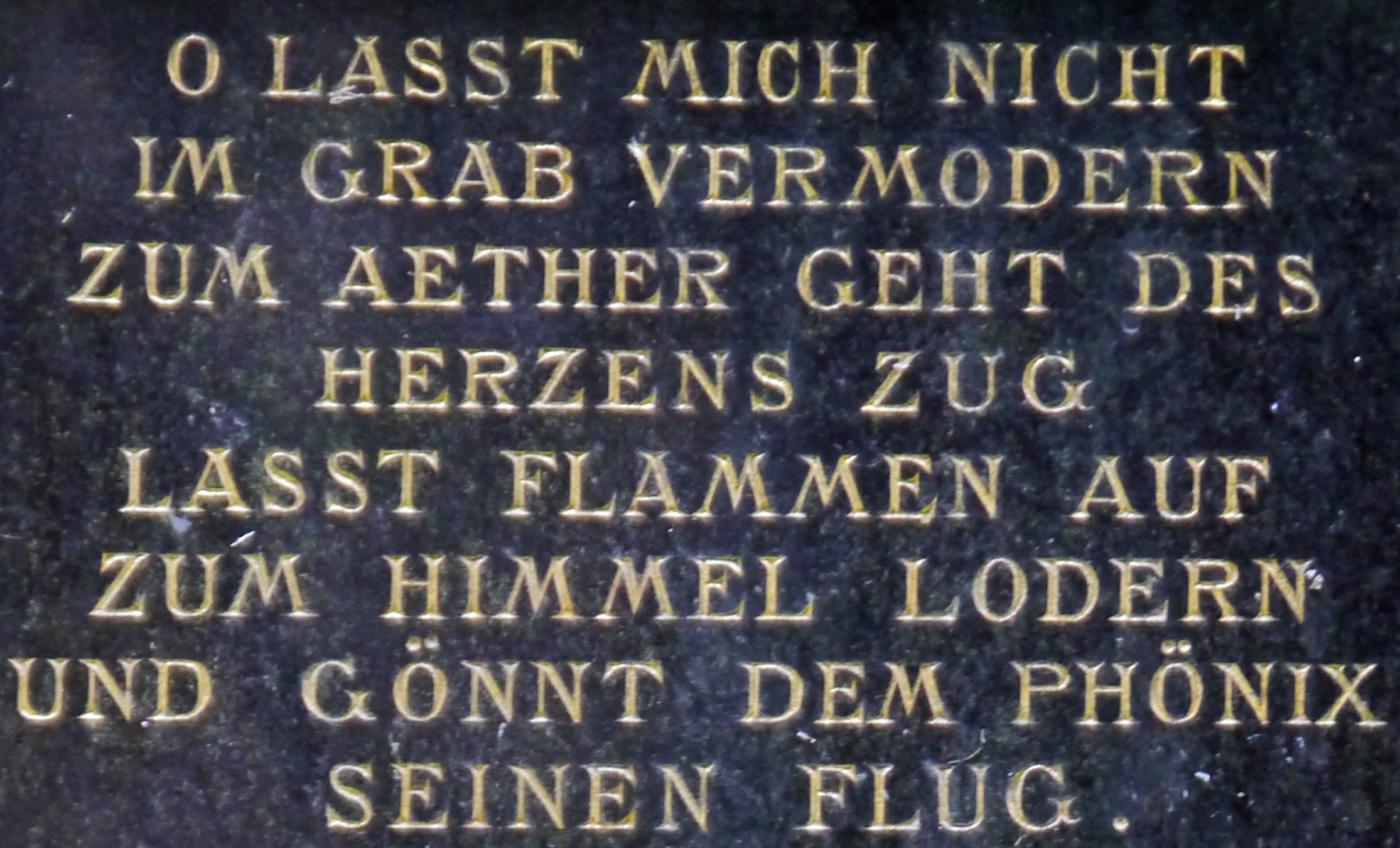
Inschrift auf einem Urnengrab (Frankfurter Hauptfriedhof)

## Sprüche bekannter Persönlichkeiten
- Auferstehung ist unser Glaube, Wiedersehen unsere Hoffnung, Gedenken unsere Liebe (Aurelius Augustinus)
- Zu dir hin hast du uns geschaffen, und unruhig ist unser Herz, bis es ruht in dir (Aurelius Augustinus)
- Die Todesstunde schlug so früh, doch Gott der Herr bestimmte sie (Franz von Sales)
- Der Tod ist das Tor zum Licht am Ende eines mühsam gewordenen Weges (Franz von Assisi)
- Sind wir mit Christus gestorben, werden wir auch mit ihm leben (Apostel Paulus)
- Dies ist der Sieg, der die Welt überwindet: unser Glaube (1. Johannesbrief)
- Gott ist Liebe; und wer in der Liebe bleibt, der bleibt in Gott und Gott in ihm (1 Joh 4,16 LUT)
- Von guten Mächten wunderbar geborgen … (Dietrich Bonhoeffer)
- Wer einen Fluss überquert, muss die eine Seite verlassen (Mahatma Gandhi)
- Du bist nicht tot, du wechselst nur die Räume. Du lebst in uns und gehst durch unsre Träume (Michelangelo)
- Das schönste Denkmal, das ein Mensch bekommen kann, steht in den Herzen seiner Mitmenschen (Albert Schweitzer)
- Die Erinnerung ist das einzige Paradies, woraus wir nicht vertrieben werden können (Jean Paul)

## Aussprüche Jesu
- Ich bin bei Euch alle Tage bis ans Ende der Welt (Matth 28)
- Sei treu bis in den Tod und ich werde dir die Krone des Lebens geben (Off 2,10)
- Ich bin das Brot des Lebens (Joh 6)
- Ich bin das Licht der Welt (Joh 8)

## Bibelsprüche
- Der Herr, dein Gott, ist (vierzig Jahre) bei dir gewesen (5 Mos 2,7 LUT)
- Der Herr, dein Gott, ist ein barmherziger Gott. Er wird dich nicht verlassen (5 Mos 4,31 LUT)
- Der Herr hat’s gegeben, der Herr hat’s genommen, der Name des Herrn sei gelobt (Hiob 1,21 LUT)
- Herr bleibe bei uns, denn es will Abend werden und der Tag hat sich geneiget (Lk 24,29 LUT)
- Es sollen wohl Berge weichen und Hügel hinfallen, aber meine Gnade soll nicht von dir weichen (Jes 54,10 LUT)
- Alles im Leben hat seine Zeit, jedes Ding hat seine Stunde unter dem Himmel (Kohelet 3,1 LUT)
- Selig sind die Toten, die im Herrn sterben … Dass sie ruhen von ihrer Arbeit, denn ihre Werke folgen ihnen nach (Offb 14,13 LUT)
- Gott wird alle ihre Tränen abwischen, und der Tod wird nicht mehr sein (Offb 21,4 LUT)
- Er führte mich hinaus ins Weite, er befreite mich (Psalm 18 LUT)
- Der Herr ist mein Licht und mein Heil – vor wem sollte ich mich fürchten? (Psalm 27 LUT)
- Denn er hat seinen Engeln befohlen, dass sie dich behüten auf allen deinen Wegen … (Psalm 91 LUT)

## Gedichte
- Und meine Seele spannte weit ihre Flügel aus,
 flog durch die stillen Lande, als flöge sie nach Haus. (Joseph von Eichendorff)
- Alle, die in Schönheit gehn, werden in Schönheit auferstehn. (Rainer Maria Rilke)
- Die Toten stehn auf, die Mitternacht ruft, sie tanzen im luftigen Schwarme.
 Wir beide bleiben in der Gruft, ich liege in deinem Arme. (Heinrich Heine, Mein süßes Lieb, 3. Strophe)
- Des Rechnens müde lieg’ ich jetzt im Grabe und werde in die Brüche gehen.
 Wenn ich mich nicht verrechnet habe, dann werd’ ich dereinst auferstehen! (Epitaph Friedrich Krancke, Autor von Rechenbüchern)
- Viel genossen, viel gelitten, und das Glück lag in der Mitten. 
 Viel empfangen, nichts erworben, froh gelebt und leicht gestorben … (Dichtergrab Ferdinand Sauter, Friedhof Hernals/Wien, 1. Strophe)